# Eduardo Paolozzi

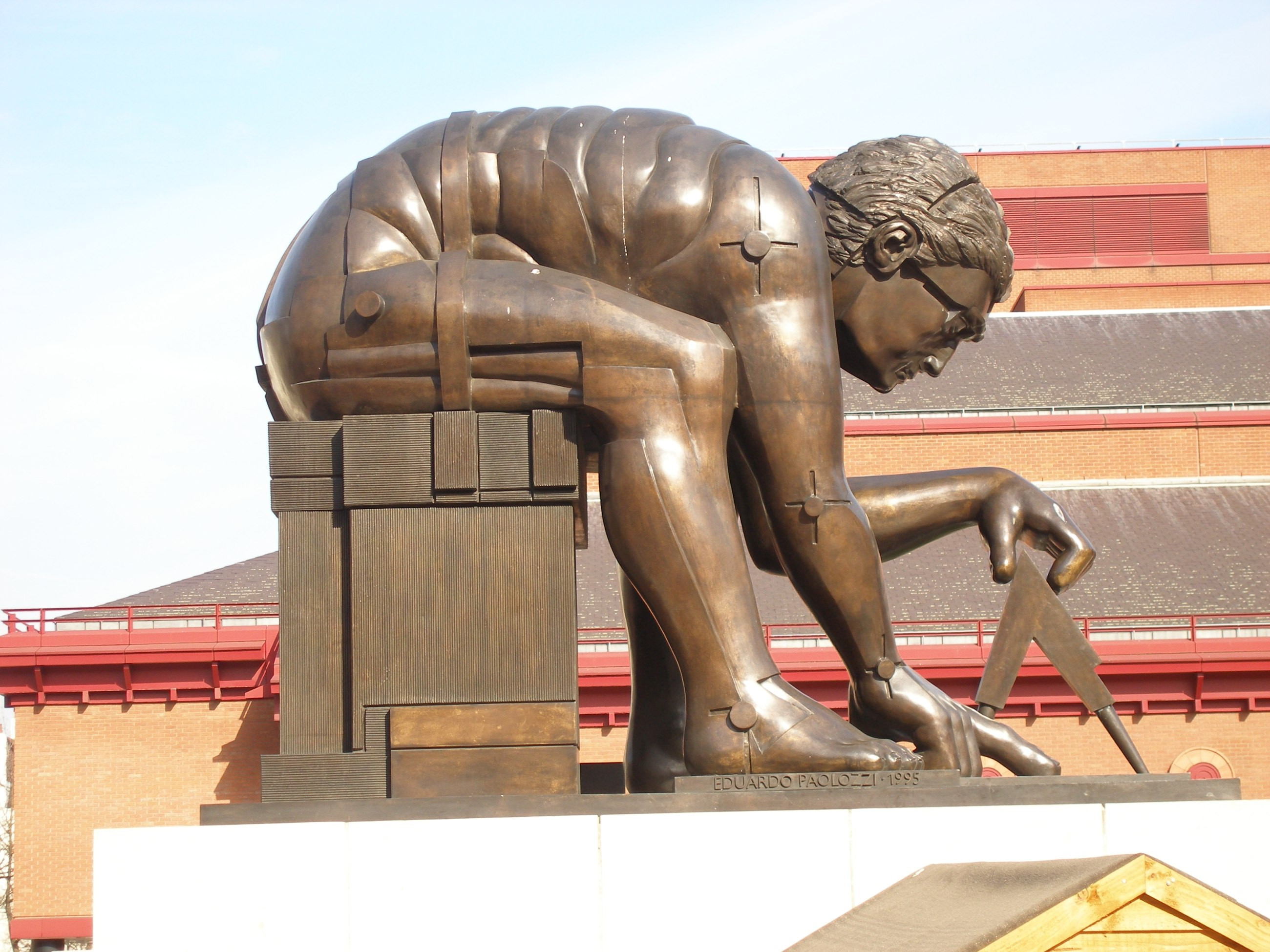
Paolozzi – Newton (1995)

Sir Eduardo Paolozzi (ur. 7 marca 1924 w Leith, zm. 22 kwietnia 2005 w Londynie) – szkocki artysta wizualny, znany głównie ze swoich rzeźb.

## Życiorys
Pochodził z rodziny emigrantów włoskich. Kształcił się w Edinburgh College of Art, później w Slade School of Fine Art w Londynie. Był czołową postacią pop-artu w Anglii, jednym z założycieli „Independent Group” (lata 60.). Początkowo działał jako malarz i projektant, potem zasłynął jako rzeźbiarz. Był twórcą m.in. rzeźb przedstawiających postaci ludzkie, łączących realizm z elementami kubizmu.
Wykładał na wielu uczelniach angielskich (Royal College of Art w Londynie), amerykańskich (University of California w Berkeley) i niemieckich (Fachhochschule w Kolonii i Akademie der Bildenden Künste w Monachium). 
W 1968 został odznaczony Komandorią Orderu Imperium Brytyjskiego (CBE), w 1979 przyjęto go w poczet członków londyńskiej Royal Academy of Arts. Od 1986 do końca życia nosił honorowy tytuł Rzeźbiarza Jej Królewskiej Mości w Szkocji. W 1989 otrzymał tytuł szlachecki Sir. W ostatnich latach życia ciężko chorował i był zmuszony korzystać z wózka inwalidzkiego.

## Wybrane prace
- mozaika na ścianie stacji metra londyńskiego Tottenham Court Road;
- projekt okładki płyty Paula McCartneya Red Rose Speedway;
- pomnik Newtona przy British Library w Londynie;
- rzeźba Rybak przy stacji londyńskiego metra Euston Station.